# Wilhelm Steinhäuser
Friedrich Wilhelm Georg Steinhäuser  (* 9. April 1817 in Bremen; † 5. Mai 1903 in Bremen)  war ein deutscher Maler des Klassizismus aus Bremen.

## Biografie
Steinhäuser war der Sohn des aus Süddeutschland stammenden Holzschnitzers und Bildhauers Georg Andreas Steinhäuser (1779–1843), der in Bremen in der Sögestraße Nr. 41 ein Spiegelrahmengeschäft führte. Dieser war mit der Putzmacherin Henriette Friederike Steinhäuser, geb. Froböse (1788–1863), verheiratet. Sie hatten vier Töchter und vier Söhne, darunter auch die Bildhauer Adolph Steinhäuser (1825–1858) und Carl Steinhäuser. Die Söhne wurden in der väterlichen Werkstatt unterrichtet. Seine Ausbildung zum Porträtmaler erhielt Wilhelm Steinhäuser in den 1830er Jahren bei Joseph Bernhardt in München. Er war aber auch als Lithograf und Bildhauer tätig.
Mit seinem Bruder Carl reiste Wilhelm Steinhäuser 1835 für einen längeren Aufenthalt nach Rom. Er wandte sich der Malerei zu und schuf Porträts und historische Bilder. Ab 1841 hielt er sich wieder in Bremen auf. Er stellte seine Bilder aus und malte in Bremen, dann 1843 in München und Rom sowie ab 1848 in Belgien und Paris. Ab 1860 war er Zeichenlehrer für angehende Künstler und Handwerker in Bremen. Er wohnte bei seiner Familie.
Werke von Wilhelm Steinhäuser befinden sich unter anderem in der Sammlung der Kunsthalle Bremen (darunter Porträts seiner Eltern und weiterer Familienmitglieder). Die Alte Nationalgalerie hält ein von Steinhäuser gemaltes Bildnis des Schriftstellers Adolf Stahr, den er in Rom kennengelernt hatte und mit dem er eng befreundet war.

## Werke (Auswahl)
- Bildnis Franz Wilhelm Steinhäuser, um 1840/45, Öl auf Leinwand, 71 × 44 cm, Kunsthalle Bremen
- Bildnis Henriette Friederike Steinhäuser, um 1841–43, Öl auf Leinwand, 61,5 × 50 cm, Kunsthalle Bremen
- Bildnis Georg Andreas Steinhäuser, um 1842, Öl auf Leinwand, 73,5 × 63,5 cm, Kunsthalle Bremen
- Bildnis des Schriftstellers Adolf Stahr, 1845, Öl auf Leinwand, 74,5 × 63 cm, Alte Nationalgalerie Berlin
- Bildnis Georg Conrad Pacius, um 1849/52, Öl auf Leinwand, 70,5 × 59,5 cm, Kunsthalle Bremen
- Bildnis Apollonia Pacius, um 1850, Öl auf Leinwand, 71,5 × 60 cm, Kunsthalle Bremen
- Bildnis Ulrike Magdalena Zieseniß, 1850er Jahre, Öl auf Leinwand, 67,5 × 61 cm, Kunsthalle Bremen
- Bildnis Henriette Wilhelmine Steinhäuser, um 1870, Öl auf Leinwand, 60 × 48,5 cm, Kunsthalle Bremen